# Astaena rosettae
Astaena rosettae är en skalbaggsart som beskrevs av Frey 1973. Astaena rosettae ingår i släktet Astaena och familjen Melolonthidae. Inga underarter finns listade.